# Néné Gbamblé
Néné Bi Junior Gbamblé (9 maggio 2002) è un calciatore ivoriano, centrocampista del Qyzyljar.

## Carriera
Ha iniziato la sua carriera calcistica in Ucraina con la maglia del Rubicon Kiev in terza divisione. Nel luglio del 2021 ha firmato con l'Olimpik Donec'k, dove è rimasto per sei mesi prima di passare al Celje in Slovenia.
Rimasto svincolato con sei mesi di ancitipo, il 21 gennaio 2023 ha firmato con i russi dell'Achmat Groznyj dove ha tuttavia giocato con poca continuità. Il 1º giugno 2024 è stato acquistato dalla Torpedo Mosca, che poco dopo lo ha ceduto in prestito allo Šinnik.

## Statistiche

### Presenze e reti nei club
Statistiche aggiornate al 7 agosto 2024.
| Stagione        | Squadra         | Campionato      | Campionato | Campionato | Coppe nazionali | Coppe nazionali | Coppe nazionali | Coppe continentali | Coppe continentali | Coppe continentali | Altre coppe | Altre coppe | Altre coppe | Totale | Totale | Totale |
| Stagione        | Squadra         | Comp            | Pres       | Reti       | Comp            | Pres            | Reti            | Comp               | Pres               | Reti               | Comp        | Pres        | Reti        | Pres   | Reti   |        |
| --------------- | --------------- | --------------- | ---------- | ---------- | --------------- | --------------- | --------------- | ------------------ | ------------------ | ------------------ | ----------- | ----------- | ----------- | ------ | ------ | ------ |
| mar.-giu. 2021  | Rubicon Kiev    | 2L              | 10         | 0          | CU              | 0               | 0               |                    | -                  | -                  |             | -           | -           | 10     | 0      |        |
| 2021-gen. 2022  | Olimpik Donec'k | 1L              | 18         | 0          | CU              | 2               | 1               |                    | -                  | -                  |             | -           | -           | 20     | 1      |        |
| gen.-giu. 2022  | Celje           | 1.SNL           | 6          | 1          | CS              | 0               | 0               |                    | -                  | -                  |             | -           | -           | 6      | 1      |        |
| 2022-gen. 2023  | Celje           | 1.SNL           | 15         | 2          | CS              | 2               | 1               |                    | -                  | -                  |             | -           | -           | 17     | 3      |        |
| gen.-giu. 2023  | Achmat Groznyj  | PL              | 5          | 1          | CR              | 0               | 0               |                    | -                  | -                  |             | -           | -           | 5      | 1      |        |
| 2023-2024       | Achmat Groznyj  | PL              | 6          | 0          | CR              | 4               | 0               |                    | -                  | -                  |             | -           | -           | 10     | 0      |        |
| 2024-2025       | Šinnik          | PFN             | 0          | 0          | CR              | 0               | 0               |                    | -                  | -                  |             | -           | -           | 0      | 0      |        |
| Totale carriera | Totale carriera | Totale carriera | 60         | 4          |                 | 8               | 2               |                    | -                  | -                  |             | -           | -           | 68     | 6      |        |